# Манетон
Манетон је био историчар и врховни свештеник у Хелиополису у 3. веку п. н. е., у доба Птолемеја.
За потребе Птолемеја II Филаделфа, саставио је списак фараона почев од митских времена. Манетон је владаре груписао према династијама, а саме династије у шире целине, на царства.
Написао је Египтику (Aegyptiaca), дело које данас није сачувано, већ га познајемо на основу списа писаца, као што су Јосиф Флавије, Јулије Африканац и Евсевије Цезарејски.

## Манетонова Египтика
У свом делу Манетон историју Египта дели на владавину 30 династија и то на основу сродства или географске области где је било седиште династије.
Као последњег владара именује Нектанеба из 4. века п. н. е.
Манетон је извршио поделу на
- ранодинастички период (архајски или још тинитски),
- Старо краљевство,
- Средње краљевство,
- Ново краљевство,
- позно доба

и три међупериода.
Ова подела се користи и данас.
Манетонова подела на периоде је заснована на политичким критеријумима, односно током међупериода не постоји јединствена држава, а у периодима царства, Египат је био уједињен.
Постоји потреба да се ова подела промени или да буде конвенционална, јер се културни развој не подудара са политичким развојем.